# Saint Seiya Senki
Saint Seiya Senki (聖闘士星矢戦記) conhecido na Europa como Saint Seiya: Sanctuary Battle, é um jogo de vídeogame para o PlayStation 3, inspirado nos personagens que aparecem em no anime/mangá Os Cavaleiros do Zodíaco de Masami Kurumada.
O jogo é inspirado na primeira temporada do anime original: a Saga do Santuário. Quando Seiya e seus amigos têm a tarefa de lutar contra os 12 Cavaleiros de Ouro para salvar Saori Kido da morte.
A arte do jogo se assemelha ao da animação, em vez da que e apresentada no mangá

## Jogabilidade
O game desenvolvido pela Dimps, se foca em um estilo de jogabilidade beat 'em up, com o jogador tendo que enfrentar multidões de inimigos a cada casa do zodiaco em que está.
Outro destaque no game é a história que se assemelha muito ao anime, tendo também a trilha sonora do mesmo.
No game o modo versus está ausente sendo substituído pelo modo mission onde o jogador pode controlar opcionalmente ou os cinco cavaleiros de bronze ou os cavaleiros de ouro.